# クオーレふれあいの里
クオーレふれあいの里（クオーレふれあいのさと）は、岐阜県加茂郡白川町の岐阜県道62号下呂白川線沿いにあるアウトドア・リゾート施設で、2012年9月に清流白川 クオーレの里（せいりゅうしらかわクオーレの里）として道の駅に登録された。

## 施設
- 駐車場
  - 普通車 : 187台
  - 大型車 : 6台
  - 身体障害者用:13台
- トイレ
  - 男 : 12器
  - 女 : 8器
  - 身体障害者用 : 2器
- 大正河原

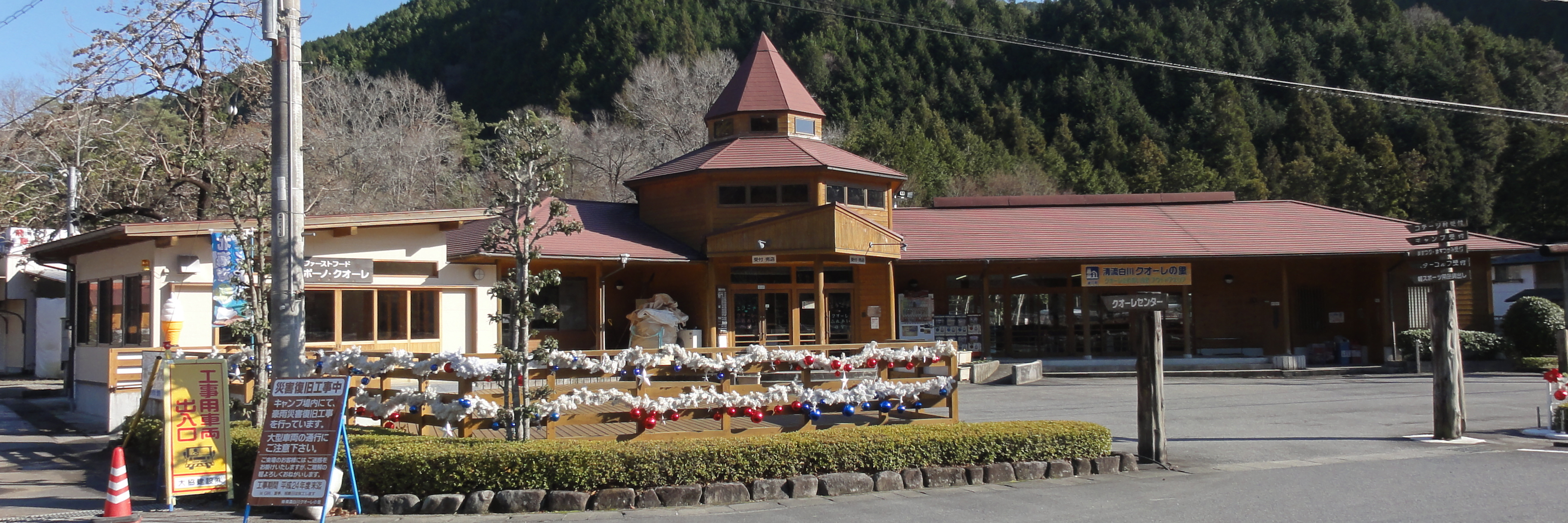
クオーレセンター

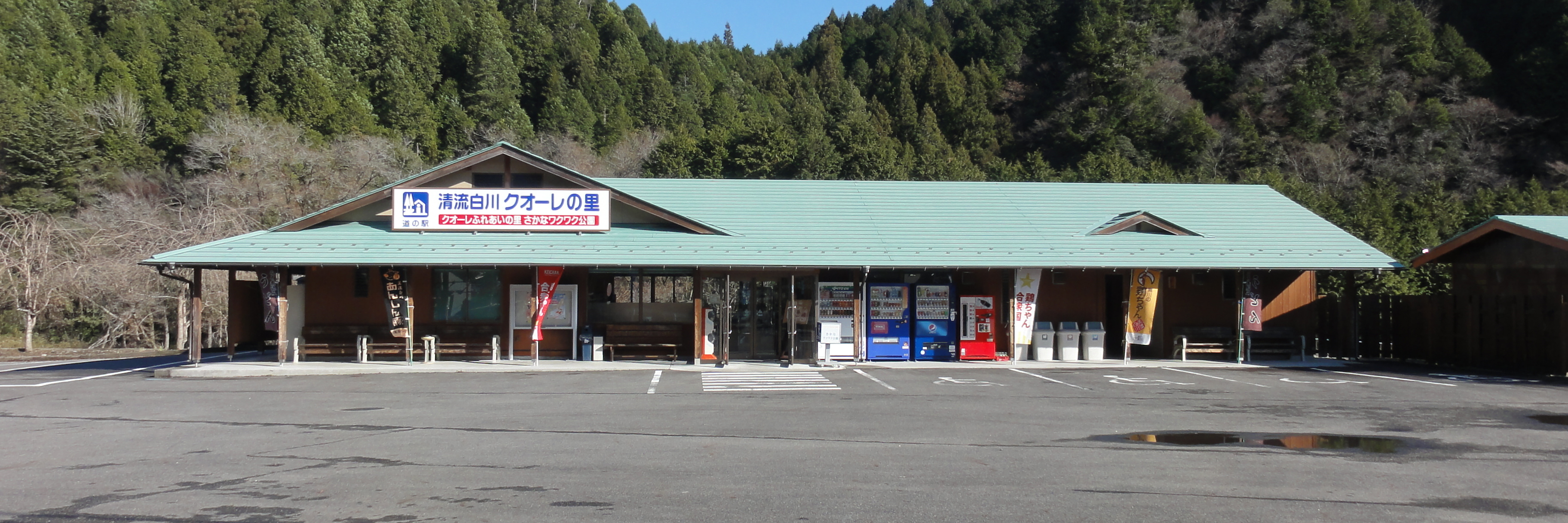
ワクワクハウス

  - クオーレセンター（売店、レンタル受付、コインランドリーなど）
  - キャンプ場、ロッジ、アクアパルコ（釣り）、ふれあいパーク（軽スポーツ場）
- ヴィラ・クオーレ（コテージ）、木造モデル住宅ひかり
- 笹平高原
  - 野外音楽堂、イタリア館（ピザなど軽食）、笹尾荘・テニスコート、クオーレの森
- さかなワクワク公園
  - ワクワクハウス（喫茶、売店）、観光ヤナなど

### 特産物
- 白川茶

## 休館日
- 毎週水曜日、年末年始

## アクセス
- 岐阜県道62号下呂白川線（県道から施設への橋は狭いので注意が必要）
- JR東海・白川口駅から濃飛バス・白川線「クオーレの里」、さかなワクワク公園は次の「柳島」

## 周辺
- 白川